# Rio Ubbi Ubbi
O rio Ubbi Ubbi é um curso de água da Etiópia.